# Пайпер, Дональд
Дональд Артур Пайпер (англ. Donald Arthur Piper, 5 марта 1911, Пеория, Иллинойс — 25 марта 1963, Темпл-Сити, Калифорния) — американский баскетболист, участник летних Олимпийских игр 1936 года в Берлине, олимпийский чемпион.

## Биография
В 1936 году окончил Калифорнийский университет. Играл за команду Universal Studios и за олимпийскую сборную США в 1936 году. Деловая карьера Пайпера началась с фирмы по расследованию кредитов. Потом он работал телевизионным дистрибьютором, а затем стал генеральным директором фирмы в которой работал. Он умер довольно молодым и на похоронах его превозносил соратник по олимпийской сборной Сэм Балтер.